# 豊田有恒
豊田 有恒（とよた ありつね、1938年5月25日 - 2023年11月28日）は、日本の作家。SF作家、推理作家、翻訳家、脚本家、評論家。島根県立大学総合政策学部名誉教授。
日本SF作家クラブ会員、日本推理作家協会会員、宇宙作家クラブ会員。本名の表記は同一だが、豊田の読みが「とよだ」と濁る（ただし、著者名に「とよだ」とルビがふられた著作もある）。
いわゆる日本のSF作家第一世代にあたる。

## 来歴
群馬県前橋市の医家の生まれ。父親は京都帝国大学医学部出身であったが、在学中は短歌会で若山牧水と交際があり、卒業後は『創作』誌に小説を発表し、開業医になってからは自宅に高浜虚子を逗留させるなど、文学に理解のある人物だったという。こうした家庭環境の中で、有恒も群馬大学教育学部附属小学校在学中から父の蔵書を読み耽り、俳句や講談や落語に熱中していた。小学校の同級生には、日本銀行で要職を務めたあとOECD経済総局長、ついでOECD副事務総長に栄進した重原久美春がいる。のちにSF作家仲間になる高斎正は小学校・中学校の同級生。
群馬大学共同教育学部附属中学校に進学。中学時代は『読売新聞』の作文コンテストで群馬県下2位に入賞。中学時代の同級生には高木仁三郎と堤富男がおり、仲が良かったという。
中学卒業後に上京し、武蔵高等学校に進む。高校時代は同校の寮に住み、演劇部に関係していた。校内の札付きの不良生徒とばかり交際して問題も起こしていたが、優等生であるため免罪されたという。高校2年のとき、医師だった兄が脊髄腫瘍でギプスベッドに入ったきりになった上、父の急死に遭い、家業を継ぐ必要に迫られて医学部進学を決める。
1957年、現役で東京大学理科二類（医学科進学課程を含む。当時、理科三類は存在しなかった）に合格したが、東大に悪印象を抱いたために慶應義塾大学医学部に進学する。しかし入学直後に兄が快復したため家業を継ぐ義務から解放され、高校時代の猛勉強の反動で麻雀やハワイアンバンド等に熱中して一度も進級できぬまま留年を繰り返し、放校処分を受けた。
このころ、同郷同学の高齋正を通じて元々社のSFシリーズや『SFマガジン』創刊号に触れ、SFに熱中し始める。のち、武蔵大学経済学部に進学。在学中、1960年、『オール讀物』新人賞に『モンゴルの残光』を応募したが落選した。1961年、『時間砲』で第1回空想科学小説コンテスト（後のハヤカワ・SFコンテスト）の佳作に入賞。1962年、「火星で最後の……」（後に「絶滅者」と改題）で第2回ハヤカワ・SFコンテストの佳作に入賞し、これが『S-Fマガジン』1963年4月号に掲載されてSF作家としてデビューする。
武蔵大学在学中から、SF仲間だった平井和正の依頼で平井原作のアニメ『エイトマン』で1963年末に脚本家デビューを果たす。武蔵大学卒業後、商社、広告代理店、出版社や野田昌宏の紹介でフジテレビの入社試験を受けたが全て失敗。大学在学中にSF同人誌『宇宙塵』の会合で会った手塚治虫に『エイトマン』での手腕を買われて、1964年、嘱託社員として虫プロダクションに入り、『鉄腕アトム』を初めとしてアニメのシナリオを手がける。大卒初任給が2万円前後の時代に、虫プロでの豊田の初任給は6万4000円だったという。
虫プロダクションでは続けて『ジャングル大帝』などの脚本を手がけたが、1965年に、いわゆる「W3事件」（ワンダースリー事件）で、『ナンバー7』のキャラクターの一つ「宇宙リス」と同種のキャラクターが、TBSの『宇宙少年ソラン』に登場したことから、手塚と虫プロ上層部からスパイの嫌疑を受け、虫プロを退職。TBSの通称漫画ルームに移り、『スーパージェッター』『宇宙少年ソラン』のシナリオを書いた。その後、手塚の誤解は解け、手塚の晩年まで公私にわたって交流は続いた。なお、問題の『宇宙少年ソラン』には石原 弘一のペンネームを用いての参加となった。作家として売れ始めたことから、1967年の『冒険ガボテン島』を最後にアニメの脚本からは手を引き、専業の作家として活動する。
また1966年2月から筒井康隆、平井和正、伊藤典夫、大伴昌司と共同で、SFプロ作家の評論を掲載する同人誌『SF新聞』を刊行したが、数号で休刊となった。1966年には企画集団パロディギャングを広瀬正、水野良太郎、伊藤典夫らと結成するもまもなく脱退。
SF作家生活の初期には、宇宙パトロール隊員タキイを主人公にした宇宙SFなど本格SFを手がけ、『タイムパトロール』などの代表作があるポール・アンダースンに傾倒して、アンダースン作品を翻訳した他、自らオリジナルのタイムパトロールもの「ヴィンス・エベレット」シリーズを執筆、後にヤマトタケルを主人公にした初の本格的和製ヒロイックファンタジーのヤマトタケルシリーズなど歴史的なものへと変貌して行った。中でも1972年発表の『倭王の末裔』はベストセラーになった。他にジュブナイル作品や、世相を風刺したドタバタ系の短編小説といったジャンルで活躍した。
その他の代表作に、モンゴル帝国が世界を支配したパラレル・ワールドを描いた『モンゴルの残光』、架空戦記の先駆作品といえる『タイムスリップ大戦争』『パラレルワールド大戦争』などがある。
1973年から1980年代にかけては虫プロ時代の同僚山本暎一からの依頼で数年ぶりのアニメの仕事となる「宇宙戦艦ヤマトシリーズ」の原案、設定にも携わる。『宇宙戦艦ヤマト』については『西遊記』に基づいて、企画書の元となる基本ストーリーを作った。裏番組の『猿の軍団』の原作者の一人となったこともあり、『ヤマト』ではSF設定を監修する立場に退いた。なお、西崎、豊田、ささきいさおの3名は、武蔵高等学校の同窓であり、「宇宙戦艦ムサシ」にしておけばよかったのでは、とのジョークすら生まれたとのこと（年次は西崎、豊田、ささきの順）。西崎義展と松本零士の著作者人格権をめぐる争いでは、松本を支持し、2000年には産経新聞のコラムで、『ヤマト』は多くの人の共同作業だが大半は松本に帰するのであり、西崎が著作権を主張するなら自分にも主張する権利があると述べた。
1975年、角川春樹による古代船「野性号」での対馬海峡西水道の横断航海に同行。
1982年頃から1991年にかけては、下北沢で創作集団パラレル・クリエーションを主宰し出渕裕、岬兄悟、星敬、米田裕らが在籍した。1984年から日本SF作家クラブの事務局長をつとめ、1986年から1987年にかけて日本SF作家クラブの会長職を務めた。
作家業の傍ら、2000年に島根県立大学総合政策学部教授に就任。日本地域文化論などを教えたが2009年3月末に定年退職し、名誉教授に就任する。
2013年、他のベテラン作家とともに日本SF作家クラブの名誉会員となった。
2023年11月28日、東京都の自宅で食道がんのため死去。85歳没。訃報は同年12月5日に公表された。
2024年、第44回日本SF大賞功績賞を受賞。

## 人物
- 韓国に造詣が深く、自身、韓国語を使いこなす。渡韓歴も多い。古代韓国を舞台の1つにしたSF小説『倭王の末裔』の取材のため渡韓したのがきっかけだが、その他の作品でも韓国人の登場人物が多い。一方、評論においては韓国に批判的な論陣を張る。産経新聞の黒田勝弘（ソウル支局長を長きにわたって務めている）と親交が深い。
- 後述のように、反原発運動の一部に代表されるような、図式的な市民運動に強い嫌悪感を示す一方、反天皇制の言説も多い。豊田は、成田国際空港反対、親中国、反北朝鮮、韓国は支持するが同国の朴正煕政権（任期1963 - 1979）には反対であり、徴兵制と天皇制にも反対で、原子力発電所には賛成だが原子力の軍事利用に関しては動力源としての利用にも反対という立場を表明し、環境問題、天皇制、資本主義といった本来別々の問題がワンセットになって左翼右翼が区分けされることのほうが異常であって、どういう組み合わせも自由のはずだと述べている[51][52]。

- 原子力発電所好きを公言し、その安全性に絶大な信頼を寄せ、事故そのものの危険性よりも軽微な事故の際のマスコミの報道の影響力こそ危険であると懸念を示していた[53]。日本の原子力発電所は耐震設計が施されており、爆弾をしかけない限り炉心部が破壊されることもないとしている[54][注釈 2]。日本原子力文化振興財団のPR誌『原子力文化』には日本各地の原発を取材した探訪記「航時機アトム」を連載し、1980年には『原発の挑戦 足で調べた全15カ所の現状と問題点』を出版した[55][56]。同財団では、原子力に関する中高生の公募論文の選考委員を10数年続け、2009年に非常勤理事に就任した[57]。
- まだ商業用原子力が、1基も稼働してない時代に原子炉を見学したことがある。研究炉JRR3という原子炉で当時は放射線の管理もいい加減で、なんと原子炉格納容器の中まで入れてもらえた[4]。
- 電気事業連合会発行の『原子力発電 四季報』1998年度第7号に寄稿している[58]。2010年には『日本の原発技術が世界を変える』を著し、日本の原発技術の海外への輸出を訴えた。原子力発電所の反対派については、ファッション、イデオロギー、信仰であり、反対派の多くが原子力発電所についての知識はなく、たとえ知識があってもイデオロギーから反対し、金儲けや売名のために原発に反対している者もいるとの見解を持っている[59]。2011年の福島第一原子力発電所事故発生後も、その主張を変える必要はないと明言している[60]。なお豊田自身は、自分は原発批判派であって推進派ではないとしている[61]。
- 現在の日本は非核三原則どころか、それに＜語らず＞と＜報せず＞が加わって非核五原則になってしまってると語る[4]。

## 役職等
- 日本SF作家クラブ会員、第5代会長
- 東アジアの古代文化を考える会 第2代事務局長
- 第2次大平内閣政策諮問委員会「科学技術の史的展開」グループ委員
- 電電公社民営化諮問委員
- 電電公社INS部会委員
- 筑波科学博覧会政府展示館出展委員
- 東南アジアプロモーションセンターアドバイザー
- 日本エネルギー会議の発起人の一人。

## 作品リスト

### 小説
- 『地球の汚名』（立風書房） 1970、のちハヤカワ文庫、集英社文庫
- 『倭王の末裔 小説・騎馬民族征服説』（河出書房新社） 1971、のち角川文庫、講談社文庫
- 『両面宿儺』（早川書房） 1974、のち角川文庫、ハヤカワ文庫
- 『倭の女王・卑弥呼』（徳間書店） 1974
- 『親魏倭王・卑弥呼 小説邪馬台国第2部』（徳間書店） 1975、のち文庫
- 『持統四年の諜者 小説・古代王朝』（河出書房新社） 1975、のち角川文庫
- 『陸奥の対決 小説・蝦夷征服史』（河出書房新社） 1976、のち徳間文庫
- 『遥かなり幻の星』（早川書房） 1978、のちハヤカワ文庫、角川文庫
- 『異次元神話』（祥伝社ノン・ノベル） 1978、のち集英社文庫
- 『暴走狩り』（集英社） 1979、のち文庫
- 『小説・引掻文化論入門』（集英社） 1981、のち改題文庫化『イワシの頭』
- 『神々の黄昏 オリンポス・ウォーズ』（集英社） 1982、のち文庫
- 『四丁目の決闘』（角川書店） 1983
- 『雪原のフロンティア』（トクマ・ノベルズ） 1983、のち徳間文庫
- 『崇峻天皇暗殺事件』（講談社） 1987、のち文庫
- 『核ジャック1988』（集英社） 1988、のち改題『核ジャッカー追跡』（ケイブンシャ文庫）
- 『カリオストロ伯爵の秘密：俺のバイクは、タイムマシン』（トクマ・ノベルズ） 1989
- 『知謀の虎 猛将加藤清正』（祥伝社） 1989
- 『大友の皇子 東下り』（講談社） 1990、のち文庫 1994.5
- 『聖徳太子の叛乱』（光栄） 1991、のち徳間文庫 1997.10
- 『長屋王横死事件』（講談社） 1992、のち文庫 1996.9
- 『爆走! 国後の果て』（有楽出版社） 1992
- 『凍土の核』（講談社） 1994.7
- 『古代史の秘密』（日本文芸社） 1994
- 『ライダーの墓標』（有楽出版社） 1994.4
- 『日本分断』1 - 3（有楽出版社） 1995
- 『日本占領』（勁文社ノベルス） 1996.1
- 『歌垣の王女 - 小説推古女帝』（講談社） 1996.3
- 『日本海核奪取作戦：日本占領II』（勁文社） 1997.1
- 『北方の夢 - 近代日本を先駆した風雲児ブラキストン伝』（祥伝社） 1999.4
- 『自爆半島 - 金正日・最期の賭け』（祥伝社） 1999.9

#### 「ヴィンス・エベレット」シリーズ
- 『モンゴルの残光』（早川書房） 1967、のちハヤカワ文庫、講談社文庫、ハルキ文庫
- 『退魔戦記』（立風書房） 1969、のちハヤカワ文庫、角川文庫、ハルキ文庫
- 『ダイノサウルス作戦』（早川書房） 1979、のち徳間文庫、ハルキ文庫
- 『カンガルー作戦』（徳間文庫） 1981
- 「タイムパトロール極秘ファイル」シリーズ（角川書店）
  - 『異聞・ミッドウェー海戦』 1983
  - 『零戦の秘密』 1986

#### 「大戦争」シリーズ
- 『タイムスリップ大戦争』（角川書店） 1975、のち文庫
- 『スペースオペラ大戦争』（角川書店） 1978、のち文庫
- 『パラレルワールド大戦争』（角川書店） 1979、のち文庫
- 『サイコキネシス大戦争 Part1』（カドカワノベルズ） 1983
- 『サイコキネシス大戦争 Part2』（カドカワノベルズ） 1988
- 『サイコキネシス大戦争 Part3』（カドカワノベルズ） 1989

#### 「日本新神話物語」 / 「日本武尊SF神話」シリーズ
（前者はハヤカワ文庫版、後者はノン・ノベル版のシリーズタイトル）
- 『火の国のヤマトタケル』（ハヤカワSF文庫） 1971、のち祥伝社ノン・ノベル
- 『出雲のヤマトタケル』（ハヤカワ文庫） 1974、のち祥伝社ノン・ノベル
- 『神風のヤマトタケル』（祥伝社ノン・ノベル） 1981
- 『英雄ヤマトタケル』（祥伝社ノン・ノベル） 1984
- 『天翔るヤマトタケル』（祥伝社ノン・ノベル） 1985
- 『飛騨のヤマトタケル』（祥伝社ノン・ノベル） 1986
- 『巨神国のヤマトタケル』（祥伝社ノン・ノベル） 1988

#### 「暗号名」シリーズ
- 『暗号名（）は虎』（徳間書店） 1979、のち文庫
- 『暗号名（）は鬼』（トクマ・ノベルズ） 1985、のち徳間文庫

#### 「作戦」シリーズ
- 『無窮花作戦』（徳間書店） 1981、のち文庫
- 『黒真珠作戦』（トクマ・ノベルズ） 1983、のち徳間文庫

#### 「海賊船バルセロス」シリーズ
- 『南十字星遥かに』（トクマ・ノベルズ） 1989
- 『玄界灘の海戦』（トクマ・ノベルズ） 1991
- 『鳴門大渦の死闘』（トクマ・ノベルズ） 1992

#### ジュブナイル
- 『少年エスパー戦隊』（国土社、創作子どもSF全集7） 1969、のち角川文庫
- 『マーメイド戦士』（毎日新聞社） 1970、のちソノラマ文庫
- 『ポンコツ軍団』（小学館『小学四年生』7月号、挿絵：前川かずお）1971[62]
- 『イルカの惑星』（文化出版局） 1974、のち角川文庫
- 『もう一つの世界』（三省堂） 1977
- 『クフ王のピラミッド』（三省堂） 1977、のち角川文庫
- 『青いテレパシー』（集英社文庫、コバルトシリーズ） 1978
- 『オメガ・シティのぼうけん』（岩崎書店） 1985
- 『ものおき小屋の恐竜』（ペップ出版） 1990
- 「時間砲計画」シリーズ
  - 『時間砲計画』（盛光社） 1967、のち角川文庫、講談社 2003.12
  - 『続・時間砲計画』（石津嵐共著、鶴書房） 1978、のち角川文庫

#### 短編集
- 『火星で最後の……』（早川書房） 1966
- 『アステカに吹く嵐』（早川書房） 1968
- 『自殺コンサルタント』（三一書房） 1969、のちハヤカワ文庫、角川文庫
- 『ふたりで宇宙へ』（早川書房） 1970
- 『長髪族の乱』（角川文庫） 1974
- 『禁断のメルヘン』（角川文庫） 1974
- 『パチャカマに落ちる陽』（ハヤカワ文庫） 1974、のち集英社文庫
- 『タイム・ケンネル』（角川文庫） 1974
- 『改体者』（ハヤカワ文庫） 1974、のち角川文庫
- 『西遊記プラスα SF実験小説集』（番町書房） 1975、のち角川文庫
- 『夢の10分間 ショート・ショート集』（徳間書店） 1975、のち講談社文庫 1979
- 『非・文化人類学入門 連作ショートショート』（講談社） 1976、のち文庫、角川文庫
- 『サイボーグ王女』（角川文庫） 1975
- 『ビバ日本語!』（徳間書店） 1977、のち文庫
- 『邪馬台国作戦』（角川文庫） 1978
- 『海神の裔』（青樹社） 1978、のち集英社文庫
- 『アドベンチャー明治元年』（角川書店） 1978、のち文庫
- 『本邦泰西ヌード縁起』（角川文庫） 1981
- 『くたばれ敬語』（角川書店） 1981、のち文庫
- 『ライダーの挽歌』（集英社） 1983、のち文庫、のち改題『ライダーのレクイエム』（光文社文庫）
- 『もう一つの世界』（角川文庫） 1984
- 『悪魔の城』（講談社文庫） 1986
- 『アメーバ妖女』（集英社文庫） 1986
- 『進化の鎮魂曲』（徳間ノベルス） 1987
- 『日米グルメ摩擦』（角川文庫） 1989
- 『古代史の秘密』（日本文芸社） 1994.9

#### ノベライズ
- ウルトラQ 第14回 - 第17回（ぼくら連載、1966年）[63][31]

### 編纂
- 『日本SFショート&ショート選（ユーモア編）』（文化出版局）1977
- 『ユーモアSF傑作選』（集英社文庫、コバルトシリーズ） 1977
- 『ロマンチックSF傑作選 － 恋する銀河』（集英社文庫） 1984
- 『ホラーSF傑作選』（集英社文庫） 2000

### 評論・その他

#### 古代史
- 『邪馬台国を見つけよう』（講談社） 1975、のち文庫
- 『騎馬民族の思想』（徳間書店） 1976、のち文庫
- 『SF作家古代史を歩く』（PHP研究所） 1983
- 『古代史を彩った人々』（講談社） 1989、のち文庫 1993
- 『英雄・天武天皇 その前半生は忍者だった』（祥伝社ノン・ブック） 1990
- 『雑学 古代史の謎 邪馬台国と建国神話』（大陸書房） 1991
- 『聖徳太子の悲劇 なぜ、天皇になれなかったのか?』（祥伝社ノン・ブック） 1992、のちPHP研究所 1994.9
- 『騎馬民族の源流』（徳間文庫） 1994.1
- 『蘇える古代史 - 歴史は嘘をつく』（青春出版社） 1997.5
- 『神話の痕跡 - 知られざる古代史、1500年前の日本人は何を見せられたのか』（青春出版社） 1997.10
- 『人類以前 人類以後 - 空白の“進化”の歴史 ミッシング・リンクが森羅万象の謎を解く』（青春出版社） 1998.3
- 『古代大発見 - 縄文・弥生遺跡の旅』（勁文社） 1999.3
- 『古代英雄七人の謎』（東京書籍） 1999.6
- 『古代“日本”はどう誕生したか - 封印されてきた古代史の謎』（青春出版社） 1999.7
- 『古代史の結論 歴史は二度、嘘をつく』（青春出版社） 2001.6
- 『歴史から消された邪馬台国の謎』（青春出版社） 2005.7
- 『ヤマトタケルの謎 英雄神話に隠された真実』（祥伝社新書） 2022.12

#### 日本人
- 『神道と日本人 いいかげんな神々がつくった二千年の行動原理』（ネスコ・文藝春秋） 1988
- 『天皇と日本人 天皇は時代のお神輿だった』（ネスコ） 1993.7
- 『常識と非常識 世界から孤立する日本人へ』（祥伝社ノン・ポシェット） 1993.12
- 『日本を動かしてきた歴史 談合主義の功罪 「世界標準」という外圧にどう立ち向かうか』（青春出版社） 1998.12

#### SF評論
- 『SF的発想のすすめ 知的生活への逆説』（文化放送開発センター出版部） 1978、のち角川文庫 1984
- 『SF文迷論入門』（講談社） 1978
- 『あなたもSF作家になれる わけではない』（徳間書店） 1979、のち徳間文庫 1986
- 『知的冒険のすすめ』（PHP研究所） 1980
- 『日本SFアニメ創世記 - 虫プロ、そしてTBS漫画ルーム』（TBSブリタニカ） 2000.11
- 『「宇宙戦艦ヤマト」の真実 - いかに誕生し、進化したか』（祥伝社新書） 2017.10
- 『日本SF誕生 - 空想と科学の作家たち』（勉誠出版） 2019.7
- 『日本アニメ誕生』（勉誠出版） 2020.8

#### 原子力発電所
- 『原発の挑戦 足で調べた全15カ所の現状と問題点』（祥伝社） 1980
- 『日本の原発技術が世界を変える』（祥伝社新書） 2010　ISBN 978-4396112257

#### 東アジア（中国・朝鮮半島）
- 『韓国の挑戦 日本人が知らない経済急成長の秘密』（祥伝社） 1978
- 『日本人と韓国人ここが大違い 誰も書けなかった隣国人の意識と行動』（ネスコ） 1985
- 『韓国へ、怒りと悲しみ』（ネスコ） 1996.4
- 『いま韓国人は何を考えているのか』（青春出版社） 2002.6
- 『北朝鮮とのケンカのしかた - 「宣戦布告」なき対日戦争』（祥伝社黄金文庫） 2003.4
- 『韓国が危ない』（PHP新書） 2005.11
- 『聖徳太子に学ぶ外交 どうする東アジア』（祥伝社新書） 2007.10
- 『韓国が漢字を復活できない理由』（祥伝社新書） 2012.7
- 『本当は怖い韓国の歴史』（祥伝社新書） 2012.12
- 『どの面(つら)下げての韓国人』（祥伝社新書） 2014.4
- 「いい加減にしろ」シリーズ
  - 『いい加減にしろ韓国 - 日本を嫉妬し、蔑む真の理由』（祥伝社ノン・ブック） 1994.3
  - 『いい加減にしろ北朝鮮 - 安易な人道主義が招く日本の危機』（祥伝社ノン・ブック） 1997.4
  - 『いい加減にしろ中国 - あの「誇りと徳の国」の根性はなぜこれほどねじ曲がったのか』（祥伝社ノン・ブック） 2000.4
- 『統一朝鮮が日本に襲いかかる』（祥伝社新書） 2019.2
- 『一線を越えた韓国の「反日」 狂気のかれらのトンデモ行動には報復しかない』（ビジネス社） 2021.5

#### ライフスタイル
- 『四十歳からのバイクライフ 風を駆ける』（小学館文庫） 1999.5
- 『東大出てもバカはバカ 勘違いを止められない人々』（飛鳥新社） 2020.9　ISBN 978-4864107785
- 『たのしく老後もはたらく生き方 84歳、死ぬまで現役大作戦』（ビジネス社） 2022.10　ISBN 978-4828424354

### 共著
- 『SF教室』 編：筒井康隆、著：筒井康隆、伊藤典夫、豊田有恒　ポプラブックス、1971　- 日本SFの歴史・作家・作品紹介を筒井、海外SFを伊藤、映像・漫画・用語解説を豊田が担当。
- 『生存の戦略 日本人生き残りの道』（西丸震哉、創拓社） 1978、のち改題『日本人大絶滅?』（角川文庫）
- 『神の意志の忖度に発す 科学史講義』（村上陽一郎対談、朝日出版社、レクチャー・ブックス） 1985
- 『豊田さんちのキムチ大作戦 - キムチの漬け方、食べ方、健康法』（豊田久子共著、有楽出版社・実業之日本社） 1999.3
- 『ドイツ見習え論が日本を滅ぼす - メルケル後の迷走でEU大波乱!?』（川口マーン惠美対談、ビジネス社） 2021.10
- 『不思議の国 ニッポン』（ヤマザキマリ対談、ビジネス社） 2023.2

## 翻訳
- 『天翔ける十字軍』（ポール・アンダースン、早川書房） 1966、のち文庫
- 『魔界の紋章』（ポール・アンダースン、早川書房） 1970、のち文庫
- 『アメリカでは常識の ニッポン人取扱説明書 腹が立つけど、これが現実』（ロバート・ツチガネ、祥伝社） 2004.3